# West Springfield (Virgínia)
West Springfield és una concentració de població designada pel cens dels Estats Units a l'estat de Virgínia. Segons el cens del 2000 tenia 28.378 habitants.

## Demografia
Segons el cens del 2000, West Springfield tenia 28.378 habitants, 10.289 habitatges, i 7.840 famílies. La densitat de població era de 1.606,6 habitants per km².
Dels 10.289 habitatges en un 36,8% hi vivien nens de menys de 18 anys, en un 64,4% hi vivien parelles casades, en un 8,9% dones solteres, i en un 23,8% no eren unitats familiars. En el 18,8% dels habitatges hi vivien persones soles el 4,5% de les quals corresponia a persones de 65 anys o més que vivien soles. El nombre mitjà de persones vivint en cada habitatge era de 2,76 i el nombre mitjà de persones que vivien en cada família era de 3,16.
Per edats la població es repartia de la següent manera: un 25,6% tenia menys de 18 anys, un 6,2% entre 18 i 24, un 29,3% entre 25 i 44, un 28,9% de 45 a 60 i un 9,9% 65 anys o més.
L'edat mediana era de 39 anys. Per cada 100 dones de 18 o més anys hi havia 91,4 homes.
La renda mediana per habitatge era de 84.250 $ i la renda mediana per família de 94.125 $. Els homes tenien una renda mediana de 61.953 $ mentre que les dones 40.380 $. La renda per capita de la població era de 35.375 $. Entorn de l'1,7% de les famílies i el 2,4% de la població estaven per davall del llindar de pobresa.

## Poblacions més properes
El següent diagrama mostra les poblacions més properes.